# 7679 Asiago
7679 Asiago eller 1996 CA9 är en asteroid i huvudbältet som upptäcktes den 15 februari 1996 av de båda italienska astronomerna Ulisse Munari och Maura Tombelli vid Cima Ekar-observatoriet. Den är uppkallad efter den italienska staden Asiago.
Asteroiden har en diameter på ungefär 6 kilometer och den tillhör asteroidgruppen Eunomia.